# Erzbistum Juiz de Fora
Das Erzbistum Juiz de Fora (lateinisch Archidioecesis Iudiciforensis) ist eine in Brasilien gelegene römisch-katholische Erzdiözese mit Sitz in Juiz de Fora im Bundesstaat Minas Gerais.

## Geschichte
Papst Pius XI. gründete das Bistum Juiz de Fora am 1. Februar 1924 mit der Apostolischen Konstitution Ad sacrosancti apostolatus officium aus Gebietsabtretungen des Erzbistums Mariana, dem es auch als Suffragandiözese unterstellt wurde.
Einen Teil seines Territoriums verlor es am 28. März 1942 zugunsten der Errichtung des Bistums Leopoldina. Mit der Bulle Qui tanquam Petrus wurde sie am 14. April 1962 zum Erzbistum erhoben.

## Territorium
Das Erzbistum Juiz de Fora umfasst die Gemeinden Juiz de Fora, Aracitaba, Arantina, Belmiro Braga, Bias Fortes, Bicas, Bocaina de Minas, Bom Jardim de Minas, Chácara, Chiador, Coronel Pacheco, Descoberto, Ewbank da Câmara, Goianá, Guarará, Liberdade, Lima Duarte, Mar de Espanha, Maripá de Minas, Matias Barbosa, Olaria, Passa-Vinte, Pedro Teixeira, Pequeri, Piau, Rio Novo, Rio Preto, Rochedo de Minas, Santa Bárbara do Monte Verde, Santana do Garambéu, Santana do Deserto, Santa Rita de Ibitipoca, Santa Rita de Jacutinga, Santos Dumont, São João Nepomuceno, Senador Cortes und Simão Pereira des Bundesstaates Minas Gerais.
|  |  |  |

## Ordinarien

### Bischöfe von Juiz de Fora
- Justino José de Sant’Ana (4. Juli 1924 – 9. Juni 1958)
- Geraldo María de Morais Penido (9. Juni 1958 – 13. April 1962)

### Erzbischöfe von Juiz de Fora
- Geraldo María de Morais Penido (14. April 1962–1. Dezember 1977, Koadjutorerzbischof von Aparecida)
- Juvenal Roriz CSsR (5. Mai 1978–7. Februar 1990)
- Clóvis Frainer OFMCap (22. Mai 1991–28. November 2001)
- Eurico dos Santos Veloso (28. November 2001–28. Januar 2009)
- Gil Antônio Moreira (seit 28. Januar 2009)

## Statistik
| Jahr | Bevölkerung | Bevölkerung | Bevölkerung | Priester   | Priester           | Priester         | Priester               | Ständige Diakone | Ordensleute | Ordensleute | Pfarreien |
| Jahr | Katholiken  | Einwohner   | %           | Gesamtzahl | Diözesan- priester | Ordens- priester | Katholiken je Priester | Ständige Diakone | männlich    | weiblich    | Pfarreien |
| ---- | ----------- | ----------- | ----------- | ---------- | ------------------ | ---------------- | ---------------------- | ---------------- | ----------- | ----------- | --------- |
| 1948 | 550.000     | 558.000     | 98,6        | 90         | 47                 | 43               | 6.111                  |                  | 43          | 160         | 55        |
| 1962 | 409.000     | 409.752     | 99,8        | 130        | 55                 | 75               | 3.146                  |                  | 75          | 377         | 60        |
| 1970 | 637.500     | 650.000     | 98,1        | 139        | 80                 | 59               | 4.586                  |                  | 90          | 460         | 67        |
| 1976 | 570.000     | 600.000     | 95,0        | 126        | 66                 | 60               | 4.523                  |                  | 80          | 325         | 70        |
| 1980 | 443.488     | 554.361     | 80,0        | 114        | 56                 | 58               | 3.890                  | 1                | 91          | 201         | 65        |
| 1990 | 468.000     | 585.000     | 80,0        | 108        | 58                 | 50               | 4.333                  | 2                | 115         | 133         | 69        |
| 2000 | 520.300     | 650.414     | 80,0        | 118        | 73                 | 45               | 4.409                  | 1                | 88          | 201         | 85        |
| 2006 | 540.000     | 676.000     | 79,9        | 126        | 81                 | 45               | 4.285                  | 15               | 94          | 132         | 87        |
| 2013 | 600.000     | 752.000     | 79,8        | 141        | 96                 | 45               | 4.255                  | 26               | 93          | 142         | 85        |